# Альбатрос сіроголовий
Альбатрос сіроголовий (Thalassarche chrysostoma) — великий морський птах родини альбатросових (Diomedeidae). Має ціркумполярне розповсюдження в Південному океані, кормиться в північніших районах. Назва походить від сірих голови, шиї і горла птаха, тоді як спина, крила і хвіст чорні, а нижні частини тіла білі. Дзьоб чорнний з жовтою смужкою та оранжевим кінцем.